# Естадіо-Гран-Канарія
Естадіо Гран Канарія — футбольний стадіон у Лас-Пальмасі, Канарські острови, Іспанія. Наразі використовується для проведення футбольних матчів і є домашнім стадіоном УД Лас-Пальмас. Відкритий у 2003 році як багатоцільовий стадіон, який став наступником старого стадіону Естадіо Інсулар.
Це одне з потенційних міст, що прийматимуть чемпіонат світу з футболу 2030 року.

## Історія
Стадіон було урочисто відкрито 8 травня 2003 року товариським матчем між командами Лас-Пальмас та Андерлехт, який пройшов при повному заповненні стадіону. Матч закінчився з рахунком 2:1 на користь Лас-Пальмаса. Першим голом на стадіоні відзначився Рубен Кастро.
З місткістю 32 400 місць, це 14-й за величиною стадіон в Іспанії і найбільший на Канарських островах з точки зору місткості (хоча не найбільший з точки зору площі поля).
З 11 листопада 2014 року на стадіоні розпочалися роботи з реструктуризації, які тривали 16 місяців. Після реконструкції бігові доріжки були прибрані, щоб перетворити стадіон на футбольний, з сидіннями, розташованими ближче до ігрового поля.

## Міжнародні матчі

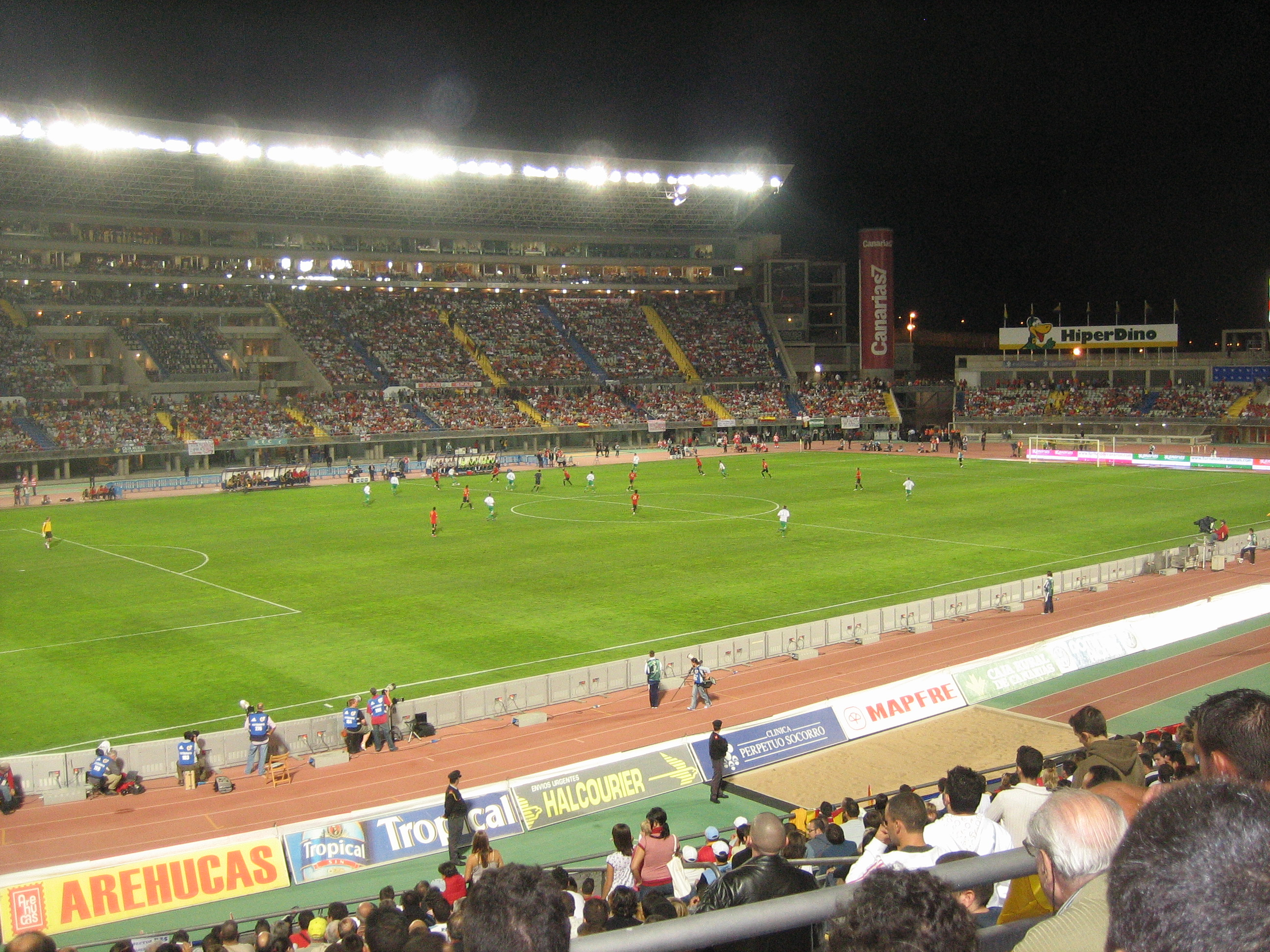
Іспанія проти Північної Ірландії, 2007

### Матчі збірної Іспанії
| Дата              | Суперник             | Рахунок | Змагання                          |
| ----------------- | -------------------- | ------- | --------------------------------- |
| 18 серпня 2004    | Венесуела            | 3–2     | Товариський матч                  |
| 21 листопада 2007 | Північна Ірландія    | 1–0     | Відбірковий турнір УЄФА Євро 2008 |
| 18 листопада 2018 | Боснія і Герцеговина | 1–0     | Товариський матч                  |